# Bon Plan
Pour l’article ayant un titre homophone, voir Bonpland.
Pour plus de détails, voir Fiche technique et Distribution.
Bon Plan est un film franco-grec réalisé par Jérôme Lévy sorti en 2000.

## Synopsis
Ce film raconte le périple d'une bande de jeunes qui voyagent à travers l'Europe, avec de la motivation mais peu d'argent. La cohabitation s'avère parfois difficile entre des personnalités très différentes qui vont être mises à rude épreuve. En effet, tout ne va pas se passer comme l'avait prévu le très organisé Lionel qui se fie un peu trop aux guides de voyage. Les imprévus vont s'enchainer, avec des rencontres parfois inconvenantes mais toujours enrichissantes des Pays-Bas jusqu'en Grèce. Entre amour, amitié, chacun va se redécouvrir dans ce road-trip en train..

## Fiche technique
- Réalisation : Jérôme Lévy
- Scénario : Jérôme Lévy et Santiago Amigorena
- Musique : laurent lombard
- Montage : Sophie Schmit
- Photographie : Pierre David
- Son : Georges Prat
- Production : Aïssa Djabri, Farid Lahouassa et Manuel Munz
- Pays d'origine :  France et  Grèce
- Langue originale : français
- Genre : comédie dramatique
- Durée : 90 minutes
- Date de sortie : 27 décembre 2000

## Distribution
- Ludivine Sagnier : Clémentine
- Roland Giraud : Wagner
- Thierry Lhermitte : Knut
- Véronique Balme : Caroline
- Thomas Blanchard : Bruno
- Marie Gili-Pierre : Brigitte
- Pascal Rénéric : Lionel
- Branko Tesanovic : Fabio

## Box office
Ce film a enregistré un total de 42 848 entrées en France[réf. nécessaire].

## Autour du film
Il s'agit du premier long métrage de Jérôme Lévy.